# 柯马
柯马（COnsorsio MAcchine Utensili，Comau），是意大利一家跨国公司，总部位于意大利都灵。它是菲亚特集团旗下的一个子公司，由菲亚特100%控股。柯马是一家综合性集團，包含了20个公司，在製程自动化、制造和服务解决方案等领域进行研发和制造，尤其專注於焊接机器人。
柯马始建于1973年，目前在世界拥有24个运营中心、15个制造厂、5个研发中心。在13个不同国家：意大利、俄罗斯、中国、印度、阿根廷、墨西哥、巴西、罗马尼亚、波兰、德国、法国、美国、英国，拥有14,500多名员工。柯马目前全球拥有100多项专利，应用于全球各地主要的汽车制造商。

## 柯马发展历程

### 建立
柯马（COMAU）这一名称源于Consorzio Macchine Utensili（工具機聯盟）的缩写。它始创于1973年，将位于都灵及周边地区的所有业务整合在一起，为俄罗斯的Togliattigrad VAZ工厂提供设备，以制造俄罗斯战机。
1977年，MST S.p.A.，Morando S.p.A.，I.M.P. S.p.A. 和Colubra Lamsat S.p.A.合并成一个单独的公司，命名为Comau Industriale S.p.A.。1978年，Comau S.p.A.正式成立，将Comau Industriale S.p.A.的所有工厂和工业活动集合在一起。但后来更名为Comau Finanziaria S.p.A.。

### 发展
1984年，从欧洲分支出来的Comau Productivity Systems Inc.成立，开始发展北美业务。
1988年，Comau Finanziaria S.p.A.获得了Italtech S.p.A.，一家专门生产塑料注塑机的公司的大部分股权。接下来的一年，它合并了钣金模具生产商Berto Lamet，以及专门从事产品和工艺工程设计的U.T.S.。Berto Lamet随后收购了TEA，一家制造注塑模具的公司；1990年，Berto Lamet收购了西班牙公司Mecaner S.A.──一家专门生产钣金模具的公司。
1995年，公司业务遍及南美、欧洲、北美、亚洲，其中分別于巴西、阿根廷，成立Comau do Brasil Ind e Com. Ltda 和Comau Argentina S.A.；在欧洲，于德国成立Comau Deutschland GmbH；于北美，Comau Productivity Systems改造为Comau North America Inc.。另外，设立了中国北京代表处。
1996年，Comau France S.A.成立。 同年，公司正式更名为Comau S.p.A.。1997年，公司获得Geico S.p.A.大部分股权，这是一家汽车工业喷涂系统生产商。Comau India Pvt. Ltd.在印度成立。Comau Poland Sp.z.o.o.，一家钣金模具生产厂，开始在蒂黑运营，它在当年年末也开始提供维护服务。同年，Comau Service成立，为各国客户提供维护服务。
1999年，柯马收购了法国公司Sciaky S.A.，这是一家车身系统和焊枪的生产商，然后公司更名为Comau Sciaky S.A.。也是在那一年，Comau S.p.A.获得了法国Renault Automation S.A.大部分股权，这是一家专门从事工程设计、金属切削、机械装配、车身总装的公司。同年，Fiat S.p.A.合并了Progressive Tool and Industries Co. （PICO），一家从事车身系统制造的美国公司，随后更名为Comau Pico。在英国，位于卢顿的Pico Estil成为Comau Estil；在南非，Aims in Uitenhage更名为Comau South Africa Pty. Ltd.。
2000年，柯马汽车设备有限公司在上海成立；Comau Belgium N.V.成立，开展在北欧的维护服务。Comau Systems Services S.L.开始在马德里运营。第二年，Comau S.p.A.合并了两家在汽车产品，工艺工程设计和工业化领域运营的公司，Germann-Intec GmbH和Team Resources Romania，组建为Comau România S.A.
2001年，Comau Australia在阿德莱德成立。2002年，Comau Ingest Sverige AB在瑞典成立；2003年，Comau Russia Srl和柯马（上海）国际贸易有限公司开始运营，主要从事进出口业务。
2004年，Comau Sciaky SA成为Gerbi & Sciaky，一家生产电焊钳的法国公司的全资拥有者，将其名称变更为Sciaky S.A.S.。翌年，Comau Service France，Comau Sciaky和Sciaky S.A.S.被并入Comau France S.A。
2005年，Comau Germann-Intec GmbH 与 Comau Deutschland GmbH合并。
2007年，Comau-Germann Intec GmbH开始在德国专门从事工程设计。
2010年，柯马中国在重庆、深圳各自成立分公司。2011年，柯马在中国第二个生产基地——柯昆（昆山）自动化有限公司正式运营。2012年，柯马上海二期厂房投产。

### 业务多元化
2009年，柯马航空正式成立，柯马重返航空制造领域，开始提供飞机自动化装配系统，装配工艺与布局，钻铆系统等。随后，在2010年和2011年间，柯马通过柯马绿色工程，扩大了它的产品范围，为能源工业制造产品并提供服务。柯马通用工业系统解决方案事业部为多种制造行业提供工业自动化技术，这些行业包括商务车、建筑、农业、采矿、旅客列车、货运列车、太阳能和风能等。

## 公司结构

### 公司管理
作为菲亚特集团的一部分，柯马由董事会和法定审计师委员会来管理。董事会直接和通过专门的建议委员会来监督公司的绩效。董事会由一个团体来支持，该团体的成员具有独立的职责和权力。

### 主要业务领域
柯马为多种行业进行开发并提供产品和服务，这些行业包括汽车，商务车，重工业（例如：采矿，建筑，农业），航空，公共交通，国防（陆地防务车，大炮），休闲（例如：水上运载工具，露营车，移动房屋，摩托车）和能源（风能，太阳能，燃料电池，电池）。

### 可持续化
柯马已为提高能效和减少他们办公室及工厂的温室气体排放采取了很多措施。2010年3月16日，柯马成为获得EN 16001认证的首家意大利公司和首家欧洲公司之一，该认证是一个能源管理的标准规定，它认可了公司的能效提高水平以及位于都灵的公司总部污染排放的减少量。它也促进了可持续发展的各个方面和公司惯例与员工之间的社会可持续性。

## 产品部门

### 车身焊装
主要为汽车车身、零部件焊装设备进行设计、生产、测试。产品包括总拼系统、积放式托盘输送机（APC）、脱离式终端受动器、可视系统、焊枪、生产线进给系统。

### 动力总成系统
主要针对动力总成零部件生产设备，进行开发、生产。

### 工业机器人
自1978年起一直生产工业机器人。目前主要提供汽车厂集成工业机器人，交钥匙系统、自动化单元。

### 工业服务
工业维护服务包括售后协助、维护包、设备规划。柯马在各国共有7,000名员工，参与服务的提供。

### 航空制造
主要为飞机制造厂设计装配系统、井进行生产。

## 柯马中国概述
柯马于1997年进入中国市场，并于2000年成立了独资企业-柯马（上海）汽车设备有限公司。成立之初主要业务为中国的各大汽车制造厂商提供车身焊装生产线，动力总成系统等与汽车制造相关的自动化生产设备。2010年7月，“柯马（上海）汽车设备有限公司”正式更名为“柯马（上海）工程有限公司”。
主要客户上海通用、上海大众、上汽乘用车车、广汽乘用车、一汽大众、一汽轿车、奇瑞汽车、东风汽车、长安汽车、神龙汽车、东安发动机、华晨汽车、华泰汽车等。
2010年，柯马重庆分公司与深圳分公司相继成立。2011年6月，柯马中国在昆山的制造基地——柯昆（昆山）自动化有限公司正式成立并开始运营。
2013年，柯马（上海）工程有限公司成立大连分公司。